# Isma’il as-Sajjid Muhammad Huda
Isma’il as-Sajjid Muhammad Huda (arab. اسمعيل السيد محمد حودة; ur. 19 listopada 1900 w Aleksandrii, zm. 8 sierpnia 1985 tamże) – egipski piłkarz, uczestnik Igrzysk Olimpijskich 1924 i 1928.
Zawodnik wystąpił we wszystkich spotkaniach, jakie reprezentacja Egiptu rozegrała podczas igrzysk w 1924 i 1928 roku. Na turnieju w 1928 roku, w którym drużyna Egiptu zajęła czwarte miejsce zdobył jedną z bramek wygranego przez Egipt 7:1 spotkania pierwszej rundy (1/8 finału) z Turcją.